# Adiós Nonino
Adiós Nonino è una celebre composizione di Astor Piazzolla.
Venne composto nel 1959 quando Astor Piazzolla, che era in tournée nel centro America, il 13 ottobre ricevette la notizia della morte improvvisa del padre, don Vicente Piazzolla, familiarmente chiamato Nonino.
Per l'occasione riprese un pezzo che aveva scritto nel 1954 (del quale esiste una incisione dell'orchestra di José Basso, del 1962), conservandone la parte ritmica ma accentuandone e prolungandone la melodia in una sorta di lamento.
La prima registrazione venne effettuata a Montevideo nel 1960 dal quintetto di Piazzolla: lo stesso Piazzola al bandoneon, Jaime Gosis al pianoforte, Quicho Díaz al contrabbasso, Horacio Malvicino alla chitarra elettrica e Simón Bajour al violino.
A questa prima registrazione ne sono seguite numerosissime altre, con differenti interpretazioni da parte dell'autore (una delle quali contenuta nell'album Libertango, registrato in Italia nel 1974).
Memorabile è stata l'esecuzione di questo pezzo nel concerto tenutosi al Teatro Carré di Amsterdam nel marzo del 1989 da Osvaldo Pugliese e Astor Piazzolla contenuto nell'album Finally Together
Numerosi altri esecutori hanno realizzato nel corso degli anni versioni da loro interpretate.

## Adiós Nonino(dall'album Libertango)

### Musicisti
- Astor Piazzolla: bandoneón, arrangiamento, direzione d'orchestra
- Felice Da Viá: pianoforte
- Felice Da Viá, Gianni Zilioli: organo Hammond
- Gianni Zilioli: marimba
- Marlaena Kessick: flauto contralto
- Hugo Heredia, Gianni Bedori: flauto soprano
- Giuseppe Prestipino (Pino Presti): basso elettrico
- Tullio De Piscopo: batteria
- Filippo Daccó: chitarra acustica ed elettrica
- Andrea Poggi: timpani
- Tullio De Piscopo, Andrea Poggi: percussioni ed effetti
- Umberto Benedetti Michelangeli: primo violino
- Elsa Parravicini: prima viola
- Paolo Salvi: primo cello

Produzione a cura di Aldo Pagani
Registrato nel maggio 1974 allo studio "Mondial Sound", Milano (Italia)

Tecnico del suono: Tonino Paolillo